# Las luces de Buenos Aires
Las luces de Buenos Aires es una película que dirigió Adelqui Millar, director chileno cuyo verdadero nombre era Adelqui Migliar, en 1931 y fue el primer largometraje sonoro protagonizado por Carlos Gardel. Fue producido por Les Studios Paramount, en los estudios de Joinville-le-Pont, Val-de-Marne de Francia. En ella, Carlos Gardel interpretó el famoso tango Tomo y obligo, que comenzó a asentar su fama como intérprete internacional.

## Contexto
A fines de abril de 1931, Carlos Gardel llegó a París con la firme determinación de filmar una película en los estudios que la empresa estadounidense Paramount tenía en la localidad de Joinville-le-Pont, a 40 kilómetros al sudoeste de la capital francesa, dedicada a producir películas para los mercados no estadounidenses. Pocos días después, el 1 de mayo, lograba su objetivo y firmaba un contrato que lo incluía en un largometraje musical protagonizado por las figuras de la compañía de revistas del Teatro Sarmiento de Buenos Aires, propiedad de Augusto Álvarez, encabezada por Manuel Romero y Luis Bayón Herrera. La película estuvo finalizada a fin de mes y se llamó Las luces de Buenos Aires.
El director fue el chileno Adelqui Millar y los guionistas Manuel Romero y Luis Bayón Herrera. Los actores principales eran Gardel, en el papel protagónico del estanciero Anselmo Torres, Sofía Bozán, Gloria Guzmán y María Esther Gamas. El elenco se completaba con Vicente Padula, Pedro Quartucci y Carlos Baeza, entre otros.
La película incluye escenas de canto y baile (tango, malambo y otras danzas folklóricas). Para componer la música se contrató a Gerardo Matos Rodríguez, el autor de «La cumparsita» y para ejecutarla a Julio de Caro (violín), su hermano Francisco de Caro (piano) y Pedro Laurenz (bandoneón). Gardel canta dos canciones, un tango propio titulado «Tomo y obligo», con letra de Romero que canta en una cantina de La Boca en una famosa escena que generaba el delirio popular, y el vals «El rosal» de Matos Rodríguez y Romero, que es el tema romántico con el que cierra el filme mientras Gardel besa a su novia (Bozán). Bozán también canta dos canciones, en tanto que Guzmán canta una.
Las luces de Buenos Aires fue estrenada en Buenos Aires el 23 de septiembre de 1931. Primero en los cines más importantes de Buenos Aires y luego en los cines de barrio y del resto del país, con enorme éxito. Pero lo más importante fue la recepción de la película en los países de habla hispana que nunca habían podido ver a Gardel. En Guatemala se exhibió durante tres años, en Madrid todos los días durante tres meses, en Barcelona y Nueva York el público obligaba a los operadores a rebobinar la película una y otra vez para oír nuevamente «Tomo y obligo». En Ecuador el escritor Ricardo Descalzi recordaba aquel momento:

Fue en este momento cuando nos impresionó la voz y la figura de Carlos Gardel en su primera película: «Las luces de Buenos Aires», con tal impacto en el ambiente, que de inmediato lo empezamos a admirar y a querer. Esta película nos trajo «Tomo y obligo» que el público asistente a los cines aplaudía con tal vehemencia, que el operador se veía obligado a detener la proyección para reprisarla dos o tres veces... Desde entonces el anuncio de una película de Carlos Gardel abarrotaba las salas transformándose en el ídolo del tango.
Ricardo Descalzi

Gardel comenzaba a concretar la imagen de galán-cantor que había constituido la médula de su proyecto artístico desde un inicio. Su figura se había estilizado y continuaría estilizándose hasta pesar 76 kilos, luego de haber llegado a los 120 kilos.

## Argumento
En Las luces de Buenos Aires Gardel es Anselmo, patrón de una estancia a la que llega por accidente un empresario teatral de la capital en el preciso momento en que tiene lugar una alegre fiesta.
Al oír cantar a Elvira (Bozán), la novia de Anselmo, el empresario decide contratarla; aunque la chica está muy enamorada del estanciero, las "luces de Buenos Aires" la deslumbran y parte hacia una incierta gloria, dejando desconsolado a su pretendiente.
Como era de prever, la inocente pueblerina va a caer rápidamente en el punto de mira de un vicioso capitalista llamado Villamil (Kuindós), dueño del teatro donde va a hacer su debut y que parece ejercer una especie de "derecho de pernada" sobre sus artistas.
Tras una serie de diplomáticas insinuaciones, Villamil invita a Elvira a una fiesta privada después de su exitosa actuación. En el camerino, cuando está a punto de partir, aparece su novio gaucho a felicitarla; Elvira se siente algo avergonzada de los modales campesinos de Anselmo y se lo saca de encima.
El estanciero, deshecho por el frío recibimiento de su enamorada, no puede resistir la tentación y se presenta en casa de Villamil. La fiesta estaba ya adquiriendo ribetes orgiásticos a costa de la pobre Elvira: Villamil la ha hecho beber hasta perder el sentido de la dignidad; se ha dejado sacar el vestido y ser regada con champán, y en el momento en que aparece Anselmo se halla en paños menores recibiendo las babosas atenciones de Villamil.
Con esa innata dignidad que el teatro y el cine suele adjudicar a la gente del campo en contraposición a las de ciudad, Anselmo le afea su conducta y propina un sonoro cachete a Villamil. Los sicarios del villano se aprestan a vengar a su jefe, pero Anselmo cuenta con la inesperada ayuda de Pablo (Quartucci), exboxeador metido a cantante y bailarín que actúa en el mismo espectáculo que Elvira y que se ha hecho novio de su amiga.
Toda esa escena, de iconografía relativamente atrevida para la época en lo referente a la degradación moral de la muchacha, tiene ahora su justificación en la inmediatamente posterior donde Gardel, "entre dos copas de aguardiente sobre el manchado mostrador", le canta a Pablo "Tomo y obligo" con su inimitable estilo, sin olvidar los desgarradores sollozos en aquello de que "los hombres machos no deben llorar".
A partir de aquí el guion vuelve a perder el norte haciendo desaparecer al protagonista masculino y dejando el desenlace en manos de unos personajes que hasta ahora no había demostrado la menor relevancia: dos gauchos de la estancia de Anselmo rescatan a la descarriada Elvira y se la devuelven al patrón.